# 川口由一
川口 由一（かわぐち よしかず、1939年5月2日 - 2023年6月9日）は、日本の農家。自然農の実践者。

## 概略
1939年（昭和14年）、奈良県桜井市に農家の長男として生まれる。中学校を卒業後、家業を継ぎ就農する。農薬・化学肥料を用いた農業を長年行うことで、自分自身が心身を損なったことをきっかけにして、自然と人間が共生する農の在り方を模索する。
1970年代より不耕起、不施肥、無農薬の「自然農」を起こし実践する。また、全国各地で自然農の指導にもあたる。耕起、施肥、病害虫防除は否定し、周辺の草（雑草）の生命も全うさせることを強調する。作物の成長過程における周囲の除草は肯定するが、その場合も根は残す。

## 主な著書
- 「妙なる畑に立ちて」新泉社、1990
- 「自然農から農を超えて」カタツムリ社、1999
- 「自然農─川口由一の世界 耕さず、肥料、農薬を用いず、草や虫を敵とせず…」（川口由一、鳥山敏子共著）晩成書房、2000
- 「自然農への道」創森社、2005
- 「自然農・栽培の手引き」（鏡山悦子著、川口由一監修）南方新社、2007
- 「自然農の野菜づくり」（高橋浩昭著、川口由一監修）創森社、2010
- 「自然農という生き方いのちの道を、たんたんと」（川口由一、辻信一共著）大月書店、2011
- 「自然農の果物づくり」（三井和夫、勇惣浩生、延命寺鋭雄、柴田幸子著、川口由一監修）創森社、2012
- 「はじめての自然農で野菜づくり」（川口由一監修）、学研パブリッシング 、2013
- 「自然農の米づくり」（大植久美、吉村優男著、川口由一監修）創森社、2013
- 「誰でも簡単にできる! 川口由一の自然農教室」（新井由己、鏡山悦子著、川口由一監修）、宝島社
- 「自然農と漢方と」（言視舎）
- 「傷寒論を読む」（言視舎）